# Eccymatoge abiens
Eccymatoge abiens är en fjärilsart som beskrevs av Louis Beethoven Prout 1941. Eccymatoge abiens ingår i släktet Eccymatoge och familjen mätare. Inga underarter finns listade i Catalogue of Life.